# 漢堡豫園
漢堡豫園正式名稱汉堡-上海欧洲旅游中心，是位於德國漢堡罗瑟鲍姆菲尔德布朗纳大街的一個模仿上海豫園的中國園林，占地约3400平方米。該建築周邊建築有汉堡大学以及汉堡民族学博物馆。該建築按照豫園1比0.8的比例建设，其核心建筑是湖心亭茶楼和九曲桥。游客可以在此吃到南翔小笼、豫园湖心亭茶楼茶葉和绿波廊中餐。該建築由豫园商城運營。

## 歷史
漢堡豫園是上海和汉堡之间的友誼象征。1986年，時任漢堡市長克劳斯·冯·多赫南伊和時任上海市長江泽民签署了加強兩市合作以及締結友好城市的備忘錄。2006年，为了纪念兩市締結締結友好城市20周年，汉堡劃出了约3400平方米的地块用於建設漢堡豫園，並无偿转让给豫园使用30年。

### 漢堡豫園建設
2007年11月，漢堡豫園奠基仪式舉行。許多建築材料從中華人民共和國運到汉堡。2008年9月，漢堡豫園建成开放。2011年6月16日，绿波廊中式餐厅關門。2018年，汉堡豫园闭馆整修。2020年1月17日，汉堡豫园以及湖心亭茶楼重新开放。

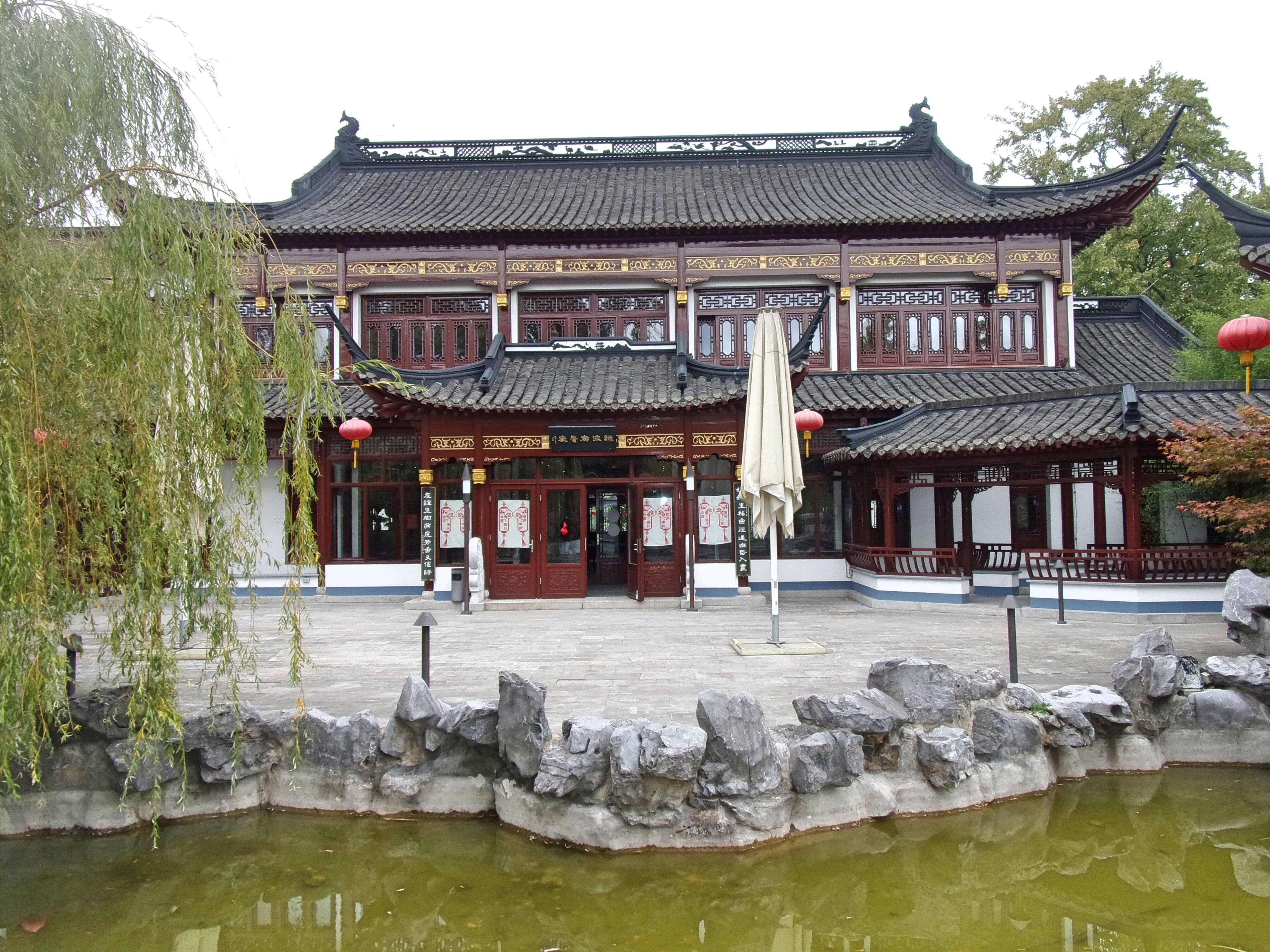
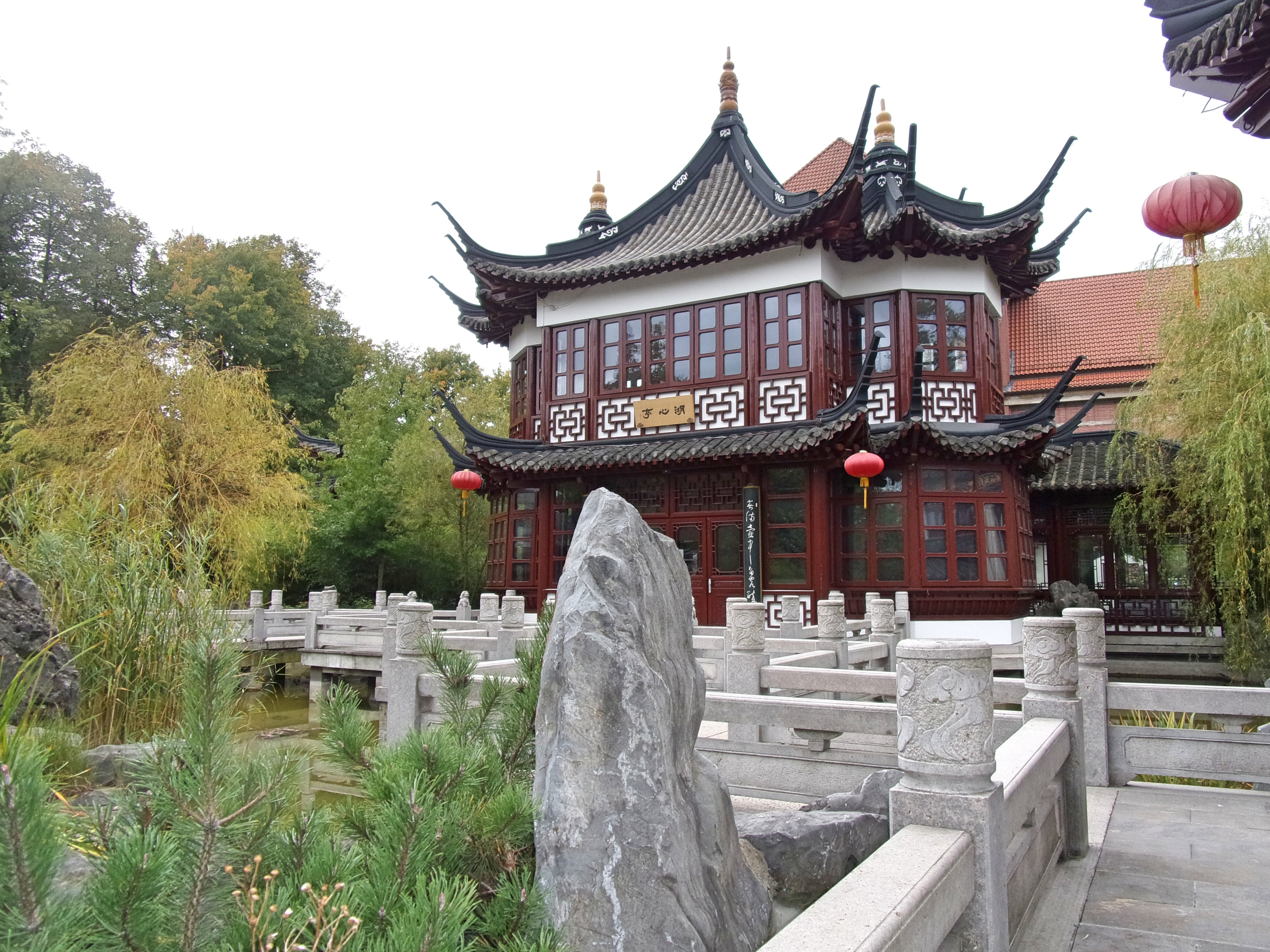
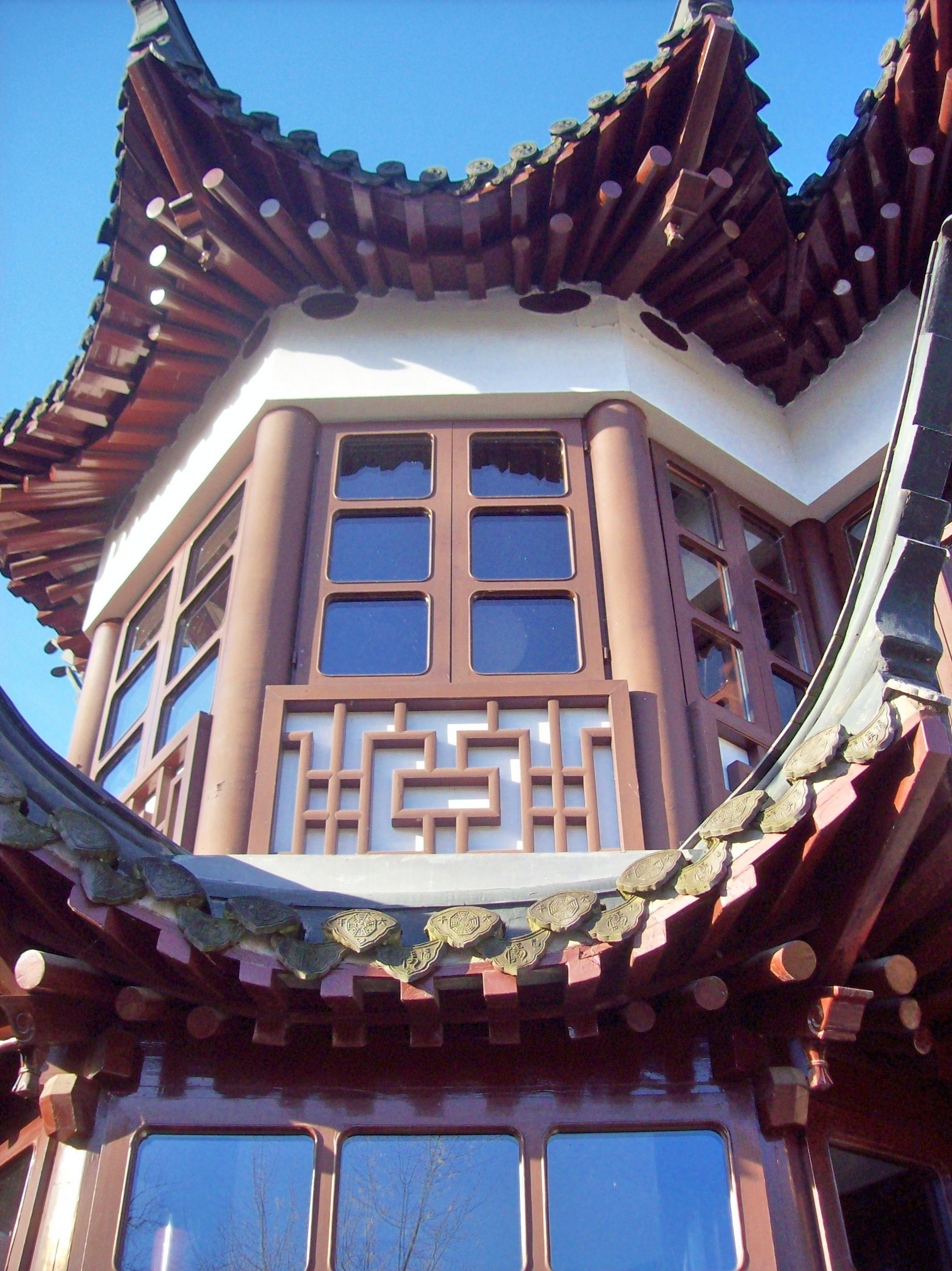
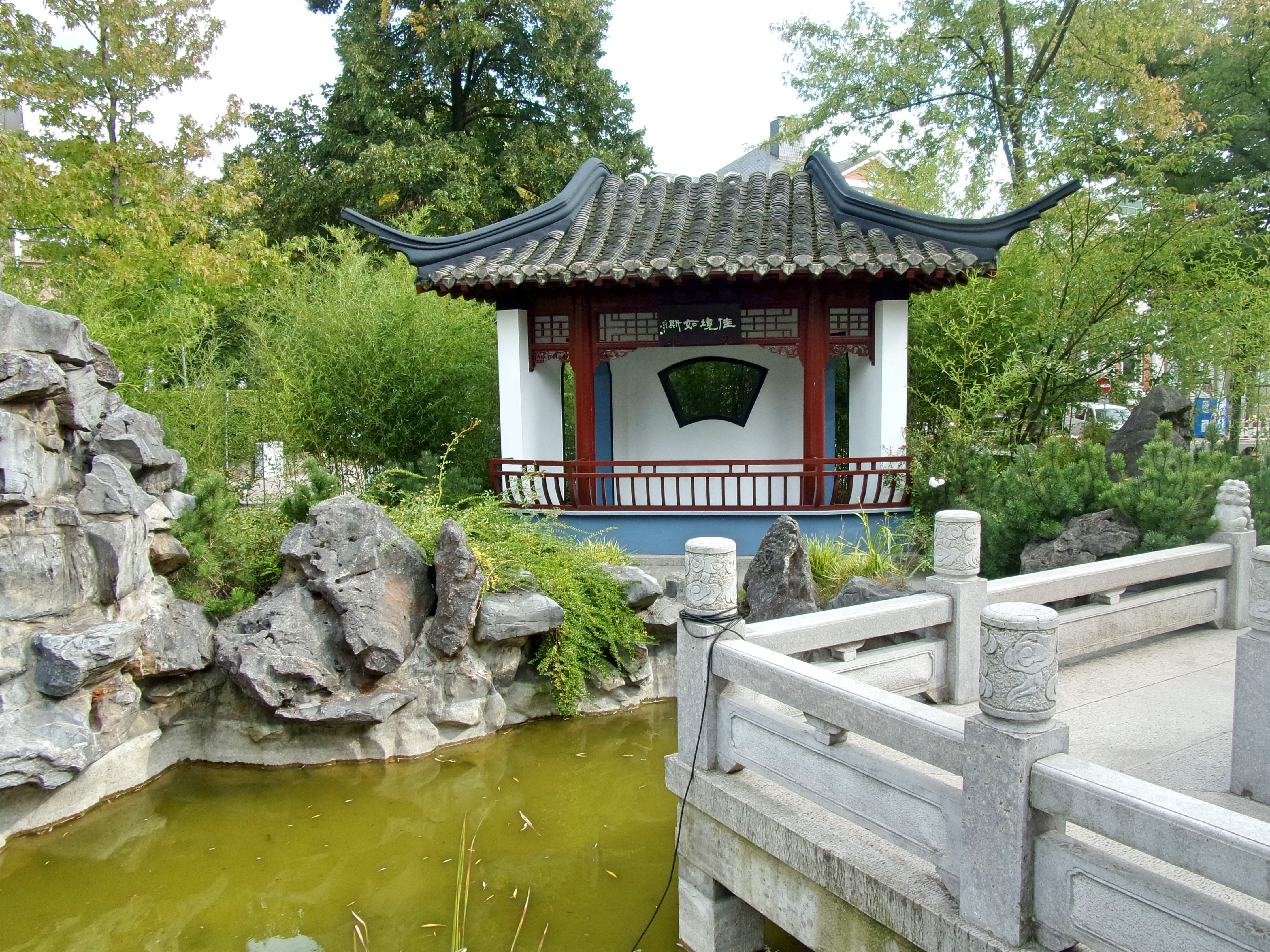
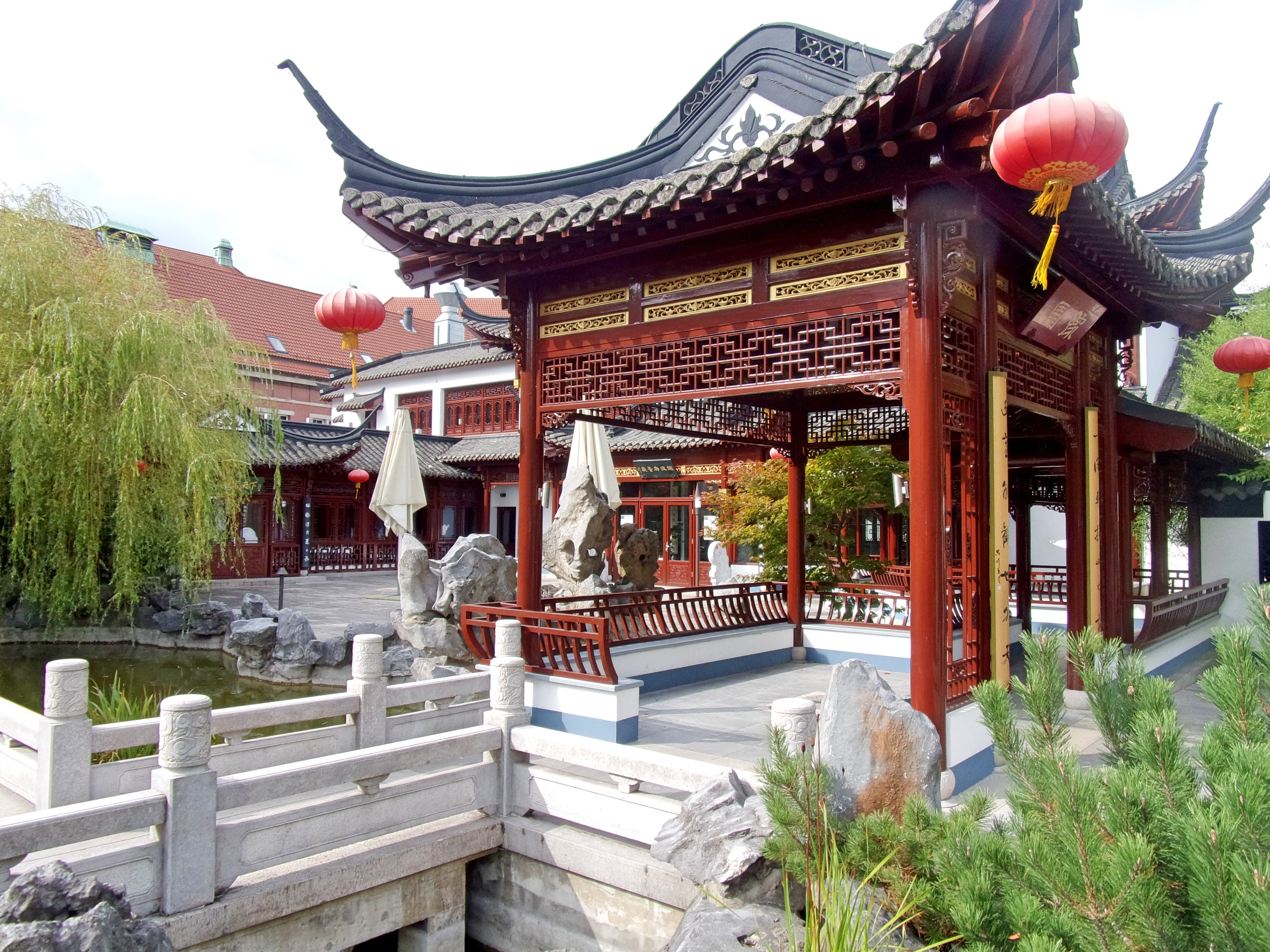
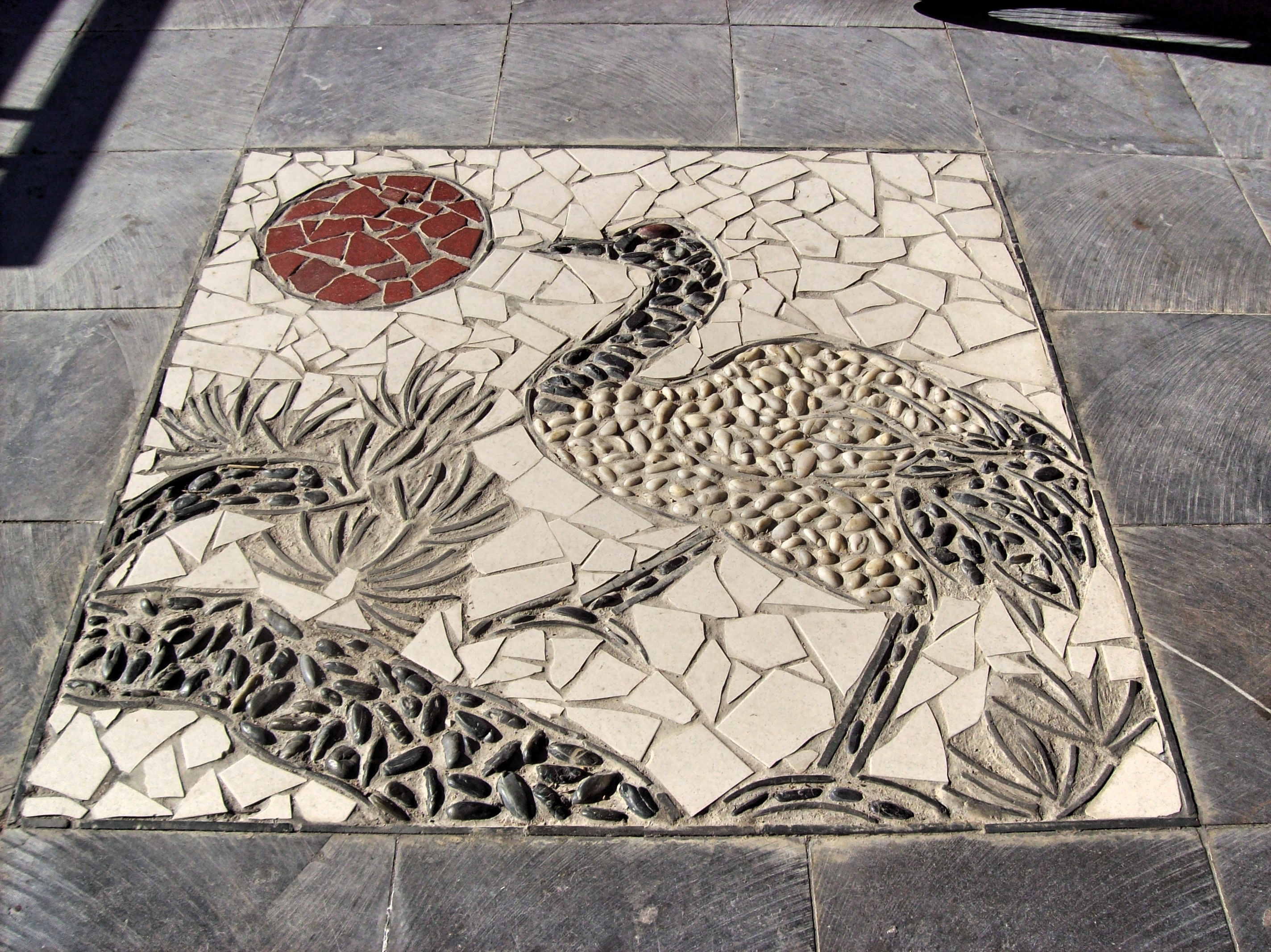